# Green Night
Green Night ist ein Hongkong-chinesischer Spielfilm unter der Regie von Han Shuai aus dem Jahr 2023. Der Film feierte am 18. Februar 2023 auf der Berlinale seine Weltpremiere in der Sektion Panorama.

## Handlung
Zwei Einzelkämpferinnen kommen zusammen und verbinden sich auf der Basis eines gemeinsamen Plans in einer Beziehung von Anziehung und Abstoßung.
Am Flughafen in Seoul arbeitet die chinesische Immigrantin Jin Xia an der Sicherheitskontrolle. Eines Tages trifft sie auf eine für sie faszinierende extrovertierte, grünhaarige Flugpassagierin, die sich durch das Abtasten nicht beeindrucken lässt. Diese verwickelt sie kurz darauf in ihre zwielichtigen Geschäfte. Bald wird deutlich, dass die beiden Frauen mehr Gemeinsamkeiten haben, als es schien. Sie begeben sich in die Unterwelt Südkoreas und sind auf der Jagd nach einem großen Coup, der ihnen Freiheit von Abhängigkeiten bescheren könnte. Sie setzen sich gegen Männer durch, die sie benutzen, dominieren und besitzen wollen.

## Produktion

### Filmstab
Regie führte Han Shuai, das Drehbuch stammt von Han Shuai und Lei Sheng. Die Kameraführung lag in den Händen von Matthias Delvaux und Kim Hyun Seok, die Musik komponierte Hank Lee und für den Filmschnitt war Tom Lin verantwortlich.
In wichtigen Rollen sind Fan Bingbing, Lee Joo Young und Kim Young Ho zu sehen.

### Produktion und Förderungen
Produziert wurde der Film von Liu Ziyi und Wang Jing.

### Dreharbeiten und Veröffentlichung
Der Film soll im Februar 2023 auf der Berlinale seine Weltpremiere in der Sektion Panorama feiern.

## Auszeichnungen und Nominierungen
- 2023: Internationale Filmfestspiele Berlin
  - Nominierung für den Teddy Award für den Besten Langfilm